# آلمبیک
آلمبیک (انگلیسی: Alembic) شرکت داروسازی هندی است، که در سال ۱۹۰۷ تأسیس شد.